# Guðnadóttir
Guðnadóttir ist ein isländischer Name.

## Herkunft und Bedeutung
Guðnadóttir ist ein Patronym und bedeutet Tochter des Guðni. Die männliche Entsprechung ist Guðnason (Sohn des Guðni). 

## Namensträgerinnen
- Hildur Guðnadóttir (* 1982), isländische Cellistin und Komponistin
- Kristín B. Guðnadóttir, isländische Schriftstellerin
- Margrét Guðmunda Guðnadóttir (1929–2018), isländische Ärztin und Virologin